# Préavertissement

Préavertissement.

Le préavertissement était un signal ferroviaire de type SNCF.

## Définition
En signalisation lumineuse uniquement, le préavertissement était présenté sous forme d'un feu vert et d'un feu jaune, alignés verticalement.
Le préavertissement fermé commandait au conducteur d'être en mesure de s'arrêter avant le signal d'arrêt annoncé par l'avertissement suivant.
Au franchissement de l'avertissement suivant, le conducteur ne devait alors pas dépasser la vitesse de :
- 90 km/h pour les trains munis du frein continu voyageurs ;
- 50 km/h pour les autres trains.

A noter que l'allumage du feu vert de préavertissement était subordonné à l 'allumage effectif du feu jaune. En effet, en cas d'extinction accidentelle du feu jaune, le feu vert de préavertissement aurait pu être observé, à tort, comme un feu vert de voie libre.
La généralisation des clignoteurs de sécurité a permis le remplacement de l'indication « préavertissement » par l'indication « feu jaune clignotant », plus visible et ne nécessitant pas le second feu vert.
En conséquence, le feu vert de préavertissment a été progressivement déposé et masqué à partir du début des années 1970.